# ダッハウ湿原の小屋
『ダッハウ湿原の小屋』（ダッハウしつげんのこや、ドイツ語: Moorhütten im Dachauer Moos）は、フランツ・マルクの油絵である。マルクの名のある絵画の中では最初期に属している。コッヘル・アム・ゼーのフランツ・マルク美術館所蔵。
なお、原題のMoorhütte は「沼沢地＋小屋」で直訳すれば「沼地小屋」「沼小屋」とでもすべき語だが、意味上「湿原」と重複するため、英語名などでは前半部分が訳出されない。本稿でもそれに倣うものとする。

## 経緯
本作は1902年に完成しており、したがって作者がミュンヘン美術院に在籍してガブリエル・フォン・ハックルやヴィルヘルム・フォン・ディーツに絵画を師事していた時期の作品である。両人を通じてマルクは、19世紀絵画の様式による堅固な基礎教育を身に着けたが、より新しい芸術思潮にまだ接触してはいなかった。それゆえ本作も、同年に完成された絵画『母の肖像』や『父の肖像』と同じく、完全にミュンヘン派の伝統に根差したものとなっている。

## 解説
本作は、高さ43.5cm、幅73.6cmの大きさであり、油絵具でカンバス に描かれている。絵は、下半分にダッハウ湿原の泥炭地が、上半分には曇り空が広がっている。中間には、木立の中にコテージが建っている。
本作は、暗い茶系・緑系の色調が圧倒的で、空の青さや前景の黄土色の地面と対比をなしている。たとえば木々の葉一つ一つといった細部は、繊細な筆致によって緻密に描出されている。

## 註
1. 1 2  "Marc, Franz: Moorhütten im Dachauer Moos". zeno.org (ドイツ語). 2020年3月2日閲覧。
2. ↑  Susanna Partsch (2001), Franz Marc (ドイツ語), Köln: Taschen, p. 8, ISBN 3-8228-5585-5。